# Fräkentjärnen (Lycksele socken, Lappland, 721092-163243)
Fräkentjärnen är en sjö i Lycksele kommun i Lappland och ingår i Umeälvens huvudavrinningsområde. Sjön har en area på 0,119 kvadratkilometer och ligger 295,1 meter över havet.

## Delavrinningsområde
Fräkentjärnen ingår i det delavrinningsområde (720982-163225) som SMHI kallar för Mynnar i Vindelälvens vattendragsyta. Medelhöjden är 299 meter över havet och ytan är 7,14 kvadratkilometer. Det finns inga avrinningsområden uppströms utan avrinningsområdet är högsta punkten. Vattendraget som avvattnar avrinningsområdet har biflödesordning 3, vilket innebär att vattnet flödar genom totalt 3 vattendrag innan det når havet efter 208 kilometer. Avrinningsområdet består mestadels av skog (75 procent) och sankmarker (17 procent). Avrinningsområdet har 0,12 kvadratkilometer vattenytor vilket ger det en sjöprocent på 1,7 procent.